# Grünwalder Forst
Der Grünwalder Forst ist ein 19,57 km² großes gemeindefreies Waldgebiet südlich von München. Er gehört mit dem Perlacher Forst und dem Forstenrieder Park zur „Betriebsklasse Süd“ des Forstbetriebs München der Bayerischen Staatsforsten und hat als Naherholungsgebiet für die Bewohner von München und dessen näherer Umgebung erhebliche Bedeutung. Er ist Teil des Münchner Grüngürtels.

## Geographie
Der Grünwalder Forst, der sich nach Westen bis zur Isar erstreckt, umschließt den mit seinem weiteren Umgriff zur Gemeinde Grünwald gehörenden Weiler Wörnbrunn fast vollständig. Die Ortsteile Sauschütt und Brunnhaus (verfallen) von Grünwald sind vollständig vom Grünwalder Forst umschlossen. Auch die Gemeinde Oberhaching besitzt eine kleine Exklave im Forst beim Brunnen-Geräumt. Die Grenze zum gemeindefreien Perlacher Forst bildet das Grenzgeräumt. Von diesem bis zum Ludwigs-Geräumt durchzieht die Bahnstrecke München–Lenggries den Forst.
Am westlichen Rand des Forsts liegt im Flussbett der Isar der Georgenstein, ein Felsblock aus Nagelfluh.
Der Forst wird von der Staatsstraße 2072 und der Kreisstraße M 11 durchschnitten.

## Bodendenkmäler

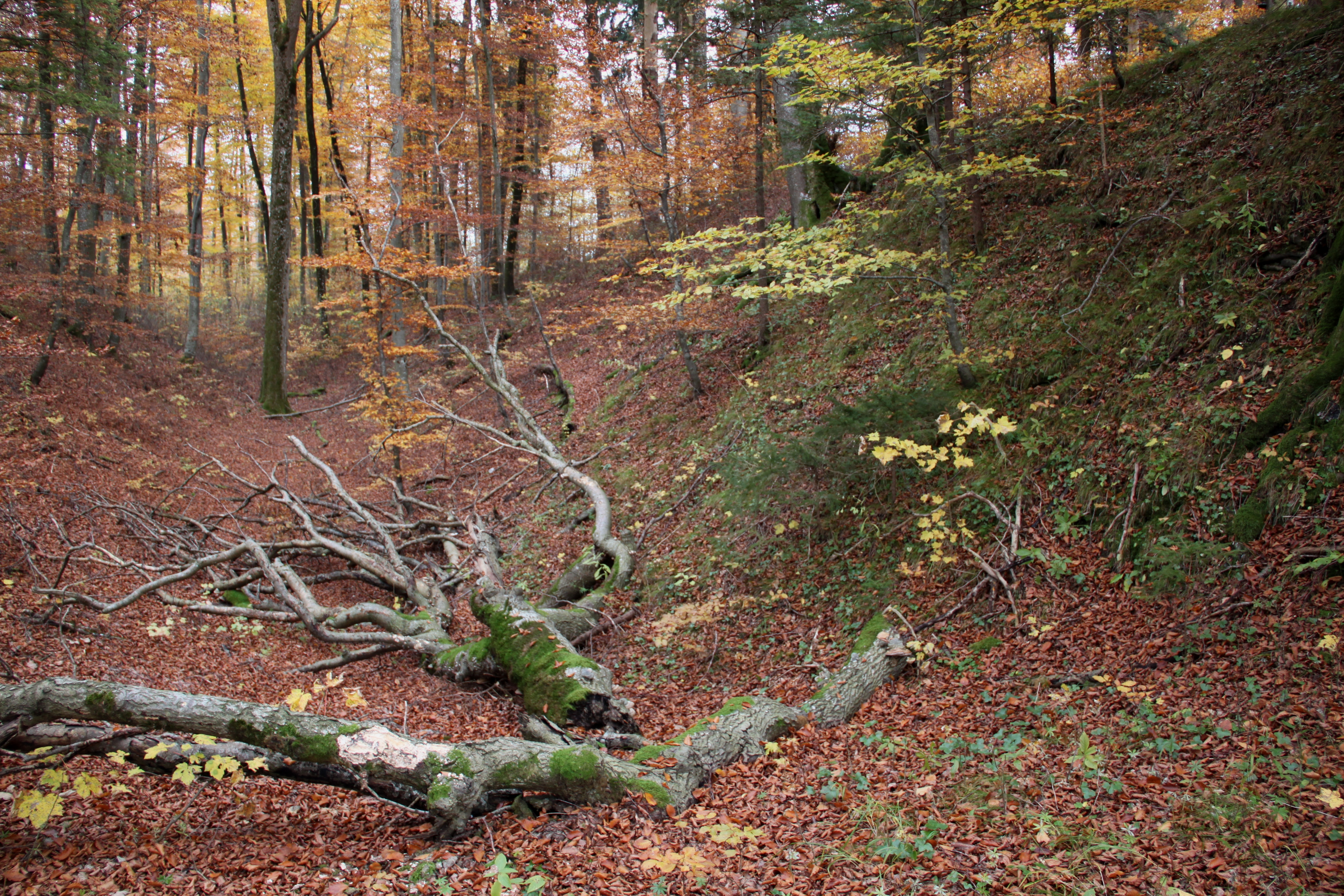
Römerschanze

Durch den Forst verläuft die ehemalige Römerstraße (Via Julia) Augsburg/Salzburg von Straßlach nach Laufzorn. Die Trasse ist als 0,6 m hoher und 8 bis 10 m breiter Damm im Gelände sichtbar.
Im Forst befinden sich die sogenannte Römerschanze, eine Abschnittsbefestigung möglicherweise der späten römischen Kaiserzeit, jedenfalls aber des 10. Jahrhunderts, über den Mauerresten einer kleinen römischen Siedlung aus dem 4. Jahrhundert sowie ein Burgstall aus dem hohen Mittelalter, weiter eine Brücke aus der römischen Kaiserzeit und zwei Grabhügel aus vorgeschichtlicher Zeit mit Funden aus der Bronze- und Hallstattzeit sowie eine Viereckschanze aus der späten Latènezeit.
Siehe auch: Liste der Bodendenkmäler im Grünwalder Forst